# Manuel Miranda y Rendón
Manuel Miranda y Rendón (Grazalema, ca. 1800 - El Escorial, ca. 1865/1879) va ser un pintor, dibuixant i decorador andalús especialitzat en pintura d'història i en retrats.
Va néixer a Grazalema (Cadis) cap a l'any 1800. Va cursar estudis a la Reial Acadèmia de Belles Arts de Sant Ferran, on va treballar entre 1833 i 1864. Es va especialitzar en la pintura d'història, essent autor de diversos retrats, concretament dels reis Suíntila i Sanç Garcés de Sobrarb, de la Sèrie cronològica dels reis d'Espanya per al Museu del Prado. Va participar en l'Exposició Nacional de Belles Arts de 1864, on va ser premiat amb una menció d'honor, i l'any següent l'estat va comprar la seva obra Episodi d'una batalla al segle XIV.
Com a decorador va ser col·laborador de l'italià Ferdinando Brambila en l'ornamentació de la Casita del Príncipe de El Escorial, on van executar nou quadres, dels quals les perspectives són de Brambila i les figures que hi apareixen són de Miranda. Per a la cel·la prioral del monestir de San Lorenzo de El Escorial va pintar un retrat de la reina Maria Cristina de Borbó. També va realitzar altres retrats com el del militar José Palafox y Melci (1851), avui al Museu de l'Exèrcit, i dues escenes de la vida del general Baldomero Espartero.
D'altra banda, durant la dècada de 1840, com a dibuixant va participar en l'elaboració de diverses estampes, algunes costumistes i de temàtica madrilenya, entre altres temàtiques. Una d'elles consta que va ser gravada per Domingo Martínez Aparici.
Segons sembla va morir a El Escorial, entre 1865 i 1879.